# 韓瑜
韓瑜（1979年12月9日—），女，臺北縣永和市人，台灣藝人、演員。基督徒。演出多部台灣戲劇的女主角，出道前於耕莘醫院任職婦產科護士，後被製作人周遊發掘而進入演藝圈。

## 生平
2001年首部台灣國語古裝劇《才子佳人乾隆皇》即擔綱飾演女主角「沈雨棠」。之後在民視八點檔《飛龍在天》飾演「金蘭花」一角而受到關注。
2010年9月與孫協志相識相戀，於2011年11月21日正式登記結婚，2012年補請宴客。
2012年1月加入由孫協志經營的不動心娛樂事業有限公司。
2015年4月，離開不動心娛樂事業有限公司改簽約至亞樂演藝經紀，同年10月已與孫協志辦妥了離婚手續。結束4年婚姻，膝下無子。她在個人網站表示：「分開，是因為彼此對未來的生活目標，有了不同的計劃與想法」。

## 作品

### 戲劇
| 首播   | 頻道             | 劇名               | 飾演          |
| ------ | ---------------- | ------------------ | ------------- |
| 2001年 | 華視             | 《才子佳人乾隆皇》 | 沈雨棠        |
| 2001年 | 民視             | 《飛龍在天》       | 金蘭花        |
| 2001年 | 民視             | 《金枝玉葉》       | 張麗鈴        |
| 2001年 | 民視             | 《爸爸的私生女》   | 林慧玉 呂愛玉 |
| 2002年 | 民視             | 《世間路》         | 沈雅芳        |
| 2002年 | 民視             | 《不了情》         | 楊麗君(客串)  |
| 2003年 | 民視             | 《青龍好漢》       | 趙群英        |
| 2003年 | 民視             | 《家有日本妻》     | 夏曉梅        |
| 2004年 | 民視             | 《日正當中》       | 陳心蕙        |
| 2004年 | 民視             | 《慾望人生》       | 邱秀月 鄭婉玲 |
| 2004年 | 民視             | 《意難忘》         | 黃雪蓮 陳珊妮 |
| 2007年 | 民視             | 《面具》           | 秦家玲        |
| 2007年 | 民視             | 《愛》             | 黃昭儀(娃娃)  |
| 2007年 | 大愛電視台       | 《陽光下的足跡》   | 辛久蘭        |
| 2008年 | 三立台灣台       | 《我一定要成功》   | 韓小瑜(客串)  |
| 2008年 | 華視             | 《三明治先生》     | 趙美如        |
| 2009年 | 三立台灣台       | 《天下父母心》     | 黃蕾蕾 楊小薇 |
| 2010年 | 三立台灣台       | 《家和萬事興》     | 李正男        |
| 2011年 | 三立台灣台       | 《牽手》           | 孫安琪        |
| 2011年 | 台視             | 《田庄英雄》       | 孫涵瑜        |
| 2013年 | 三立台灣台       | 《孤戀花》         | 葉秋憐 白玉蘭 |
| 2014年 | 中視             | 《月亮上的幸福》   | 鄭心怡 汪欣儀 |
| 2014年 | 三立台灣台       | 《世間情》         | 朱若妤        |
| 2015年 | 三立台灣台       | 《甘味人生》       | 楊子欣        |
| 2017年 | 三立台灣台       | 《一家人》         | 葉曉春        |
| 2017年 | 大愛電視台       | 《竹南往事》       | 陳阿珠        |
| 2018年 | 三立台灣台       | 《金家好媳婦》     | 陳芷琳        |
| 2020年 | 華視、三立都會台 | 《未來媽媽》       | 貴婦(客串)    |
| 2020年 | 三立台灣台       | 《天之驕女》       | 方文鈴        |
| 2020年 | 中天綜合台       | 《腦波小姐》       | 魏母(客串)    |
| 2022年 | 衛視中文台       | 《仙女姐姐來我家》 | 王翡翠        |
| 2023年 | 東森超視、華視   | 《阿叔》           | 紀明珠        |
| 2024年 | 東森超視、華視   | 《阿榮與阿玉》     | 曾照玉        |
| 2026年 | 民視、公視台語台 | 《阿松與阿暖》     |               |

### 書籍
| 年份   | 書名                               | 出版社   | ISBN               |
| ------ | ---------------------------------- | -------- | ------------------ |
| 2011年 | 《幸福花嫁的決定》                 | 凱特文化 | ISBN 9789866175473 |
| 2012年 | 《永志不瑜：孫協志．韓瑜愛的故事》 | 凱特文化 | ISBN 9789866175718 |
| 2018年 | 《永不放棄》                       | 凱特文化 | ISBN 9789866175718 |

### 音樂

#### 單曲
- 才子佳人－《才子佳人乾隆皇》片頭曲：王皓、黃維德
- 金石盟－《才子佳人乾隆皇》片尾曲：王皓、黃維德
- 人間有勇者－2003年民視《青龍好漢》片頭曲：宋逸民
- 隧道口的光線－2017年大愛電視台《竹南往事》片尾曲：韓瑜

#### 作詞
- 孫協志《不死鳥》專輯－學習愛情

## 延伸阅读
[在维基数据编辑]